# 均禾街道
均禾街道，是中华人民共和国广东省广州市白云区下辖的一个街道办事处。
2013年12月19日，广州市人民政府批复同意白云区部分行政区划调整，调整后，均禾街道办事处管辖罗南社区、罗岗社区、清湖南社区、清湖北社区、平沙南社区、平沙北社区、富力城花园第一社区、富力城花园第二社区、均禾社区、石马鸿图社区、石马西桥社区、石马德圣社区。均禾街道办事处驻地不变（新石路331至333号）。

## 行政区划
均禾街道下辖以下地区：
均禾社区、罗南社区、罗岗社区、清湖南社区、清湖北社区、平沙南社区、平沙北社区、石马鸿图社区、石马西桥社区、石马德圣社区、富力城花园第一社区和富力城花园第二社区。